# Rikard Rasmusson
Rikard Rasmusson, född 20 maj 1974, är en svensk före detta friidrottare (sprinter). Han tävlade för först Heleneholms IF och sedan Malmö AI.

## Karriär
Vid junior-VM i friidrott i Seoul år 1992 kom Rasmusson på en silverplats på 400 meter.
Rikard Rasmusson arbetar idag på Liljeskolan som verkar i Trelleborgs kommun, Sverige

## Personliga rekord
| Utomhus - 200 meter – 21,89 (Helsingborg 11 juli 1998) - 400 meter – 46,07 (Seoul, Sydkorea 18 september 1992) | Inomhus - 200 meter: 21,82 (Malmö 10 februari 1999) - 400 meter: 46,76 (Malmö 2 februari 1994) |